# Romuald Hazoumè
Pour les articles homonymes, voir Hazoumé.
Romuald Hazoumè, né le 7 février 1962 à Porto-Novo (Bénin), est un plasticien béninois.
Reconnu pour son travail La Bouche du roi qui a été exposé au Royaume-Uni dans le cadre des commémorations du bicentenaire de l'Acte de loi de 1807 (Slave Trade Act) sur le commerce des esclaves par le Parlement. Il utilise des matières recyclées pour créer ses œuvres.
Hazoumè est aussi connu pour sa série de masques Bidons. Il a commencé cette phase de son travail dans les années 1980 après avoir été l'assistant de l'artiste plasticien français Jacques Yves Bruel. Ces masques, faits de bidons d'essence, ressemblent à ceux utilisés dans la culture africaine traditionnelle. Hazoumè a ainsi expliqué son travail : « Je renvoie à l'Ouest ce qui leur appartient, c'est-à-dire les déchets de la société de consommation qui nous envahit chaque jour. » Cette déclaration fait suite sans doute à la philosophie de Jacques Bruel qui justifiait son œuvre de "Purs-purs" : le dialogue Nord-sud.  Il récupérait en Afrique les rebuts de ces bidons plastiques - la partie supérieure - jetée par les réparateurs et ramenait au Bénin une partie des sommes pour aider les personnes pauvres. 
Hazoumè fait partie des artistes représentés dans The Contemporary African Art Collection de Jean Pigozzi.

## Expositions personnelles
- 2021 : Expression(s) décoloniales(s) - Musée d'histoire de Nantes, Nantes
- 2012 : Cargoland - October Gallery, Londres
- 2010 : Romuald Hazoumè: My Paradise - Made in Porto Novo, Gerisch-Stiftung, Neumünster, Allemagne
- 2009 : Romuald Hazoumè: Made in Porto-Novo, October Gallery, Londres
- 2009 : Exit Ball, Aliceday, Bruxelles, Belgique
- 2008 : La Bouche du Roi, Horniman Museum & Gardens, Londres
- 2007 : La Bouche du Roi: An artwork by Romuald Hazoumè, British Museum, Londres
- 2006 : La Bouche du Roi, Musée du quai Branly, Paris, France
- 2005 : Romuald Hazoumè Installation Art, CAISA (City of Helsinki Cultural Ofober Gallery, Londres
- 2001 : Romuald Hazoumè, Galerie Olivier Houg, Lyon
- 1998 : Romuald Hazoumè, Art Gallery of New South Wales, Sydney, Australie
- 1997 : Romuald Hazoumè, Galerie 20, Arnhem

## Expositions collectives
- 2015 : "Picasso Mania", Grand Palais, Paris, France
- 2010/2011 : The Land Between Us, Whitworth Art Gallery, Manchester, UK
- 2010/2011 : The Global Africa Project, Museum of Arts and Design, New York
- 2010/2011 : 21st Century: Art in the First Decade, Queensland Art Gallery, Brisbane, Australie
- 2010 : African Stories, Marrakech Art Fair, Marrakech
- 2009 : Against Exclusion, 3rd biennale of Contemporary Art, The Garage Center for Contemporary Culture, Moscou, Russie
- 2008 : Angaza Afrika - African Art Now, October Gallery, Londres
- 2008 : PetrodollART, Galerie Motte et Rouard, Paris, France
- 2007/2008 : Why Africa?, Pinacoteca Giovanni e Marella Agnelli, Turin, Italie
- 2007 : UN/FAIR TRADE, Die Kunst der Gerechtigkeit, Neue Galerie Graz am Landesmuseum Joanneum, Graz, Autriche
- 2007 : From Courage to Freedom - El Anatsui / Romuald Hazoumè / Owusu Ankomah, October Gallery, Londres
- 2004-2007 : Africa Remix, Dusseldorf ; Hayward Gallery, London ; Centre Pompidou, Paris ; Mori Art Museum, Tokyo ; Moderna Museet, Stockholm, Johannesburg Art Gallery, Johannesburg, Afrique du Sud
- 1999 : Spaceship Earth, Art in General, New York
- 1999 : Paradise 8, Exit Art, New York
- 1999 : Liverpool Biennial: International Festival of Contemporary Art, Liverpool, UK
- 1992 : Out of Africa: Contemporary African Artists from the Pigozzi Collection, Saatchi Gallery, Londres

## Collections publiques
- British Museum à Londres
- Musée Barbier-Mueller à Genève
- Fondation Zinsou à Cotonou au Benin
- Queensland Art Gallery à Brisbane
- Museumslandschaft Hessen Kassel, Neue Galerie, en Allemagne
- Walther Collection, Neu-Ulm, Allemagne
- Musée Zeitz d'art contemporain d'Afrique au Cap

## Récompenses
- 2009 : 3e Biennale d'art contemporain de Moscou
- 2007 : Arnold-Bode-Preis, documenta 12, Cassel
- 1996 : George-Maciunas-Preis, Wiesbaden